# Vladimir Ivanovič Smirnov
Vladimir Ivanovič Smirnov (in russo Владимир Иванович Смирнов?; San Pietroburgo, 10 giugno 1887 – Leningrado, 11 febbraio 1974) è stato un matematico e statistico russo, dal 1918 sovietico.

## Biografia
Già durante il ginnasio brilla per le sue capacità matematiche, vincendo la medaglia d'oro per la matematica. Nello stesso periodo conosce altri brillanti matematici come Aleksandr Aleksandrovič Fridman e Jacob Tamarkin. Dopo la scuola si iscrive alla facoltà di fisica e matematica dell'università di San Pietroburgo. Nel 1910 consegue il primo titolo e rimane per proseguire i propri studi e poter poi cominciare la docenza universitaria. Durante gli studi universitari mantiene stretti rapporti con Fridman e Tamarkin, con i quali pubblica qualche articolo e un libro. Dal 1912 insegna anche all'Istituto di ingegneria ferroviaria della sua città. Dal 1919 al 1922 insegna all'università di Simferopoli nell'Ucraina meridionale. Tornato alla sua città (divenuta Leningrado), consegue il dottorato nel 1936 e diventa direttore dell'istituto di matematica e meccanica. In seguito diventa direttore della scuola di matematica dell'Università di Leningrado e viene eletto nell'Accademia delle Scienze dell'Unione Sovietica (ora Accademia russa delle scienze).

## Contributi scientifici
Notevole scienziato sia nel campo della matematica pura sia nell'ambito matematica applicata, si è dedicato, tra l'altro, allo studio delle funzioni nello spazio euclideo multidimensionale e alle funzioni di variabile complessa.
Scrisse un libro in quattro volumi sulla matematica superiore diventato manuale standard in Unione Sovietica e molto diffuso anche nei paesi occidentali, tradotto in italiano da Editori Riuniti.

## Opere
- V. I. Smirnov, Corso di matematica superiore, voll. I - II - III prima parte - III seconda parte - IV prima parte - IV seconda parte, Editori Riuniti, Roma, 1977-1985.